# Limnaecia phragmitella
Limnaecia phragmitella ist ein Schmetterling (Nachtfalter) aus der Familie der Prachtfalter (Cosmopterigidae).

## Merkmale
Die Falter erreichen eine Flügelspannweite von 16 bis 22 Millimeter. Der Kopf ist ockerfarben, die Fühler sind gelblich weiß, braun geringelt und haben einen nahezu weißen Apikalbereich. Der Thorax und die Tegulae sind ockerfarben. Die Vorderflügel sind ockerfarben und an der Costalader fahl gelb. Eine undeutliche, graubraune Linie folgt der Analfalte, vor deren distalem Ende liegt ein länglicher weißer Fleck. In der Flügelmitte befinden sich zwei graubraune, weiß umrandete Flecken. Der Innere befindet sich vor der halben Vorderflügellänge, der Äußere bei 3/4 der Vorderflügellänge. Beide Flecken sind durch einen graubraunen Strich verbunden, der als schmale Linie hinter der Flügelbasis beginnt. Im Apikalbereich ist die Flügeladerung graubraun angedeutet und gelegentlich weiß umrandet. Entlang des Apex verläuft eine Reihe weißlicher Punkte. Die Fransenschuppen sind fahl ockerfarben und werden zum Flügelinnenrand hin gelblicher. Die Hinterflügel sind grau. Das Abdomen ist bräunlich grau, die Segmente haben hinten gelblich weiße Bänder.
Bei den Männchen sind die Brachia ausgesprochen asymmetrisch. Das rechte Brachium ist lang, spitz und stark sklerotisiert. Es ist 2,5 mal so lang wie das linke. Die Valven sind konkav und haben einen kurzen und abgerundeten Cucullus. Die rechte Valve ist an der Basis breiter. Die Valvellae sind stark asymmetrisch. Die linke Valvella ist spatelförmig und länger als die Valve. Die Spitze ist mit einem Fleck kurzer Nadeln versehen. Die rechte Valvella ist kurz und gekrümmt und stark sklerotisiert. Sie ist mit der rechten Valve verschmolzen. Der Aedeagus ist kurz und verjüngt sich zur Spitze. Der proximale Teil ist bauchig.
Bei den Weibchen sind die Papillae anales verschmolzen und nur leicht sklerotisiert. Die Apophysen sind sehr lang und kräftig und stark sklerotisiert. Das Sterigma ist röhrenförmig, leicht gekrümmt und sklerotisiert. Der Ductus bursae verjüngt sich leicht in Richtung Corpus bursae, die distale Hälfte ist sklerotisiert. Das Corpus bursae ist eiförmig und mit zwei kurz benadelten Signa versehen.

## Verbreitung
Die Art ist weltweit verbreitet und wird überall dort angetroffen, wo die Wirtspflanzen wachsen.

## Biologie
Die Raupen entwickeln sich an Schmalblättrigem Rohrkolben (Typha angustifolia) und Breitblättrigem Rohrkolben (Typha latifolia). Die jungen Raupen leben zunächst im Mark der Blattscheide, später minieren sie auch in den Samenkolben oder in dünnen Stängeln. Sie fressen nicht die Samen der Kolben, sondern das Mark der Blattscheiden. Die Raupen überwintern häufig gesellig in den Samenkolben oder in den Blattscheiden und Stängeln. Im Frühjahr kann man befallene Samenkolben am heraushängenden Flaum erkennen. Das den Rohrkolben umgebende Raupengespinst verhindert allerdings, dass die Samen vom Wind verweht werden. Die Raupen verpuppen sich im Juni in einem länglichen, weißlichen Kokon im Samenkolben. Die Falter fliegen von Ende Juni bis Ende August.